# Grapholita pallifrontana
Grapholita pallifrontana es una especie de polilla del género Grapholita, tribu Grapholitini, familia Tortricidae. Fue descrita científicamente por Zeller en 1845.
La envergadura es de unos 9–12 milímetros. Se distribuye por Europa.